# Hoàng Anh Tuấn
Hoàng Anh Tuấn (*12. února 1985, Provincie Bac Ninh) je vietnamský vzpěrač. Získal stříbrnou olympijskou medaili na Letních olympijských hrách 2008. Pro Vietnam to byla historicky teprve druhá medaile z olympijských her a první ze vzpírání.